# Panipat Taraf Rajputan
Panipat Taraf Rajputan é uma vila no distrito de Panipat, no estado indiano de Haryana.

## Demografia
Segundo o censo de 2001, Panipat Taraf Rajputan tinha uma população de 18 806 habitantes. Os indivíduos do sexo masculino constituem 58% da população e os do sexo feminino 42%. Panipat Taraf Rajputan tem uma taxa de literacia de 48%, inferior à média nacional de 59,5%: a literacia no sexo masculino é de 58% e no sexo feminino é de 35%. Em Panipat Taraf Rajputan, 18% da população está abaixo dos 6 anos de idade.